# 杜比剧院
杜比剧院（英語：Dolby Theatre），舊名柯達劇院（英語：Kodak Theatre），位於美國加州好莱坞好莱坞大道，是好莱坞高地中心的其中一棟建築物，於2001年11月9日啟用，在2002年開始成為奧斯卡頒獎典禮的永久舉行地。在其他時間，劇院則供舉辦演唱會等表演，及其他種類的頒獎禮。美國歌唱真人秀《美國偶像》每季的大結局會在此舉行。
剧院是專門為奧斯卡頒獎禮而設計，可容納3,400名觀眾，其中設有全美國最大的舞台，有120呎寬，75呎深。在舞台後的記者室可容納多達1,500名記者。劇院的入口擺放有柱裝飾，展示自1928年至今所有奧斯卡金像獎得獎人的名字，亦預留位置予未來的得獎人。

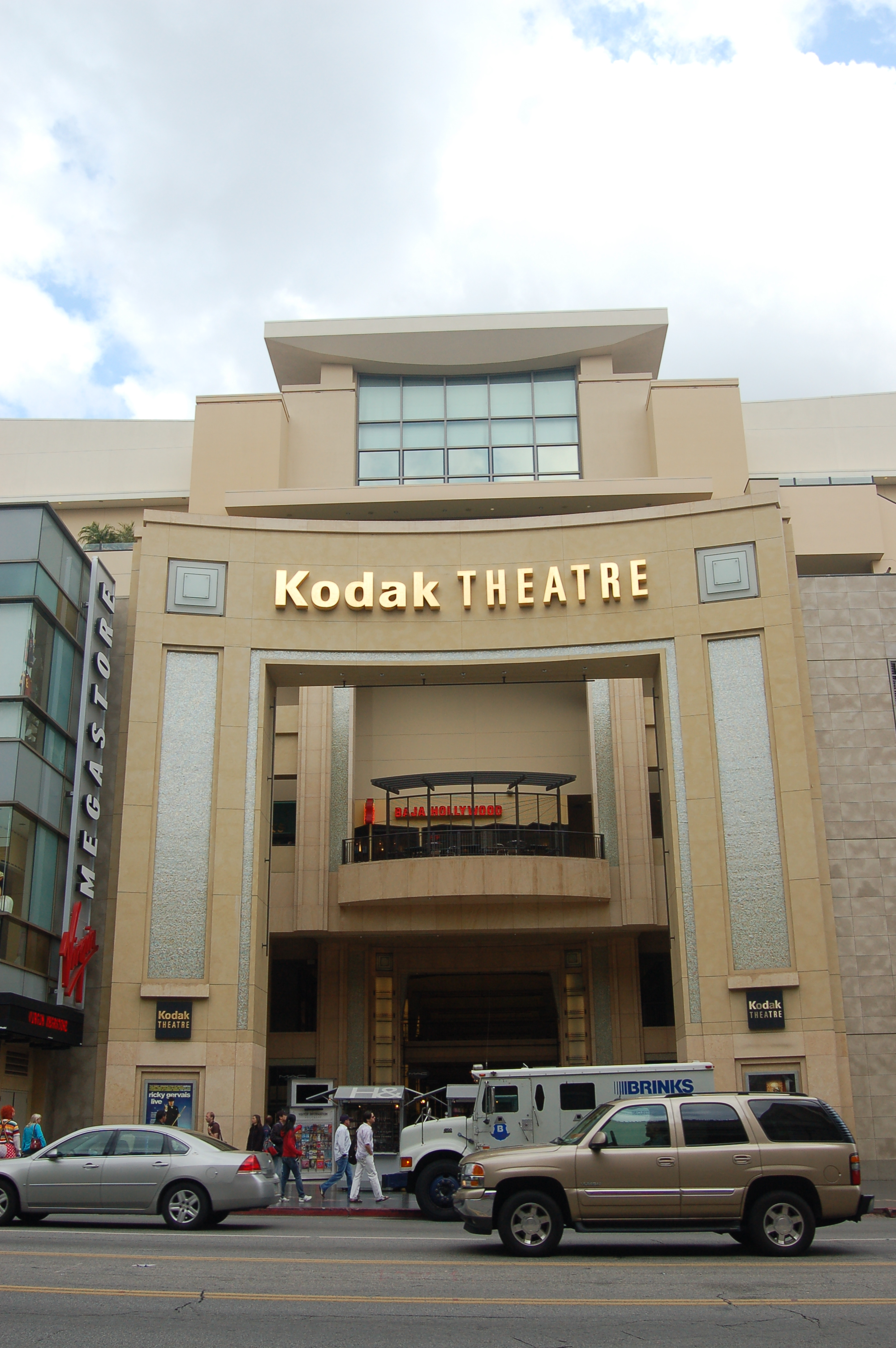
柯達劇院正面

劇院由柯達公司贊助7500萬美元建成，並獲得命名權。2012年，柯達宣佈破產，其冠名贊助也於2012年2月終止。2012年3月至2012年5月劇院短暫更名為好萊塢高地中心。2012年5月1日，剧院产权机构美国CIM地产公司宣布与美国杜比实验室（Dolby Laboratories Inc.）达成一项20年的冠名合约，剧院正式更名为“杜比剧院”。

## 举办活动
- 李宗盛 - 既然青春留不住世界巡回演唱会 - 2014年7月6日
- 刘若英 - Renext我敢世界巡回演唱会 - 2015年10月18日
- 张杰 - 我想世界巡回演唱会 - 2017年5月7日
- 薛之谦 - 摩天大楼世界巡回演唱会 - 2018年11月11日
- Metro Boomin - Red Bull Symphonic - 2023年10月27日

## 外部連結
- 杜比剧院官方網站 （页面存档备份，存于）
- Kodak.com （页面存档备份，存于）